# Johann Christoph Harenberg
Johann Christoph Harenberg (Alfeld, 28 de abril de 1696-Braunschweig, 12 de noviembre de 1774) fue un teólogo e historiador protestante alemán . Sus obras más importantes son sobre exégesis bíblica  y las que versan sobre la historia de Gandersheim, ciudad en el Distrito de Northeim , Estado de Baja Sajonia.

## Biografía

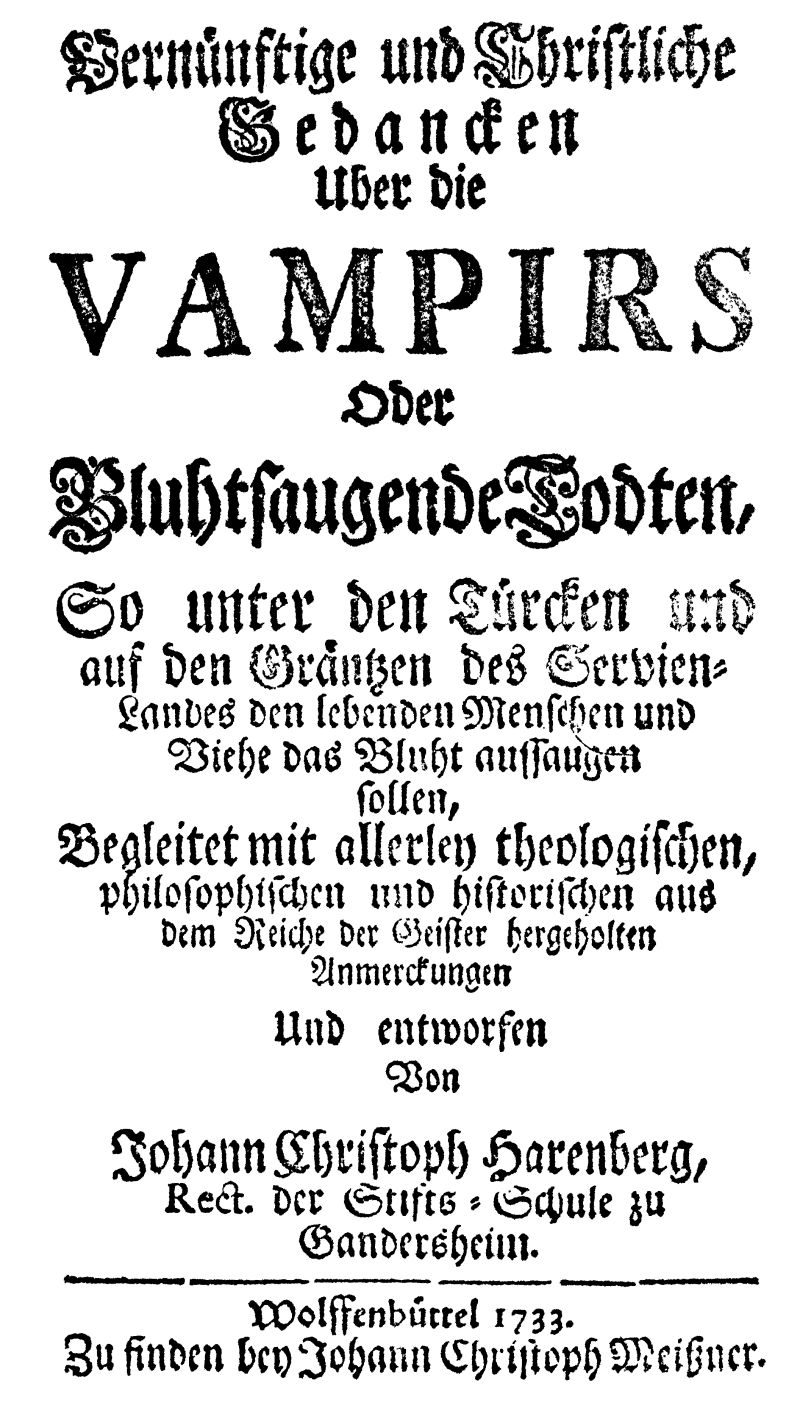
Portada del tratatado de Harenberg sobre vampiros.

Johann Christoph Harenberg , hijo de un granjero, estudió en la escuela secundaria en Hildesheim y en 1715 se fue a la Universidad de Helmstedt, donde estudió lenguas clásicas y orientales, teología, filosofía, arqueología e historia. En 1719 continuó sus estudios en las universidades de Jena y Halle. En 1720 es nombrado rector del seminario de Gandersheim, donde escribe Vernünftige und Christliche Gedancken über die Vampirs, Wolfenbüttel (1733), uno de los primeros alegatos teológicos contra las creencias sobre vampiros  y la "Historia ecclesiae Ganderhemensis cathedralis ac colegiales Diplomática" (1734).
En 1735 fue el Supervisor General de las escuelas en el Principado de Brunswick.  En 1738 es nombrado miembro de la Academia de Ciencias de Berlín. En 1745 recibió un nombramiento como profesor en el Colegio Carolinum en Brunswick y, al mismo tiempo, como  preboste del monasterio de San Lorenzo, en Schöningen.  Harenberg murió 1774.

## Obras
- Vernünftige und Christliche Gedancken über die Vampirs, Wolfenbüttel (1733) (Pensamientos cristianos y sabios sobre el vampiro)[1]
- Historia ecclesiae Ganderhemensis cathedralis ac collegiatae diplomatica , Hannover (1734)
- Vindiciae Harenbergianae , Frankfurt und Leipzig (1739)
- Otia Gandershemensia (1740)
- Monumenta historica adhuc inedita , Braunschweig (1758-62)
- Erklärung der Offenbahrung Johannis (1759)
- Progmatische Geschichte des Ordens der Jesuiten , 2 Bände, Halle und Helmstedt (1760)
- Amos propheta expositus (1763)
- Aufklärung des Buchs Daniel (1773) (Ilustración del Libro de Daniel), 2 volúmenes.